# Ernest William Hobson
Pour les articles homonymes, voir Hobson.
Ernest William Hobson (27 octobre 1856 - 19 avril 1933) est un mathématicien britannique connu pour ses travaux novateurs d'analyse mathématique.

## Biographie
Hobson naît à Derby et fait ses études à la Derby School, la Royal School of Mines et Christ's College à Cambridge. Il est Senior Wrangler au tripos de mathématiques en 1878. Il s'était rebellé tôt contre l'atmosphère religieuse rigoriste dans laquelle on l'élevait. Il devient membre de Christ's College presque immédiatement après l'obtention de son diplôme. Il devient un expert dans la théorie de l'harmonique sphérique.
Il est titulaire de la chaire sadleirienne de mathématiques pures à l'université de Cambridge de 1910 à 1931. De 1924 à 1927, Robert Pollock Gillespie est son élève et fait sa thèse sous sa direction.
Il est inhumé à l'Ascension Parish Burial Ground (en) à Cambridge, avec sa femme Seline (1860-1940) ; ils avaient eu quatre fils, dont l'un, Walter William (1894-1930) repose dans la même tombe que lui. Il était le frère de l'économiste John A. Hobson.

## Contributions
Hobson fait paraître en 1907 sa Théorie des fonctions d'une variable réelle, qui est un tournant. L'ouvrage est salué par Godfrey Harold Hardy (1877-1947) comme « le livre le plus important écrit par un mathématicien anglais moderne ». Il comprend des informations sur la topologie générale et les séries de Fourier qui étaient d'actualité à l'époque, mais aussi des erreurs relevées plus tard, par exemple par Robert Lee Moore.
Il prend une part importante dans le développement de la London Mathematical Society. Il est polyglotte. Il occupe plusieurs fonctions dans l'université.
Outre Gillespie, ses élèves les plus connus sont Philippa Fawcett, John Maynard Keynes et Edmund Taylor Whittaker.

## Publications
- « Trigonometry », dans Thomas Spencer Baynes (dir.), The Encyclopædia Britannica, vol. 23, 9e  éd., p. 561-573 (1888)
- A treatise on plane and advanced trigonometry (1891)
- « On a type of spherical harmonics of unrestricted degree, order, and argument », dans Phil. Trans., vol. 178, p. 443-531 (1896)
- Theory of functions of a real variable (1907)
- « Democratization of mathematical education », allocution du président, dans The Mathematical Gazette, 6 (97), p. 234-243 (1912)
- John Napier and the invention of logarithm, 1614, Cambridge (1914)
- The theory of functions of a real variable and the theory of Fourier's series, vol. I, Cambridge University Press, 1921 (1re éd. 1907) (MR 0092828, lire en ligne)
- The theory of functions of a real variable and the theory of Fourier's series, vol. II, Cambridge University Press, 1926 (1re éd. 1907) (MR 0092829)
- Mathematics, from the points of view of the mathematician and of the physicist (1912)
- Squaring the circle — A history of the problem (1913)
- The domain of natural science, conférences Gifford 1921-1922, université d'Aberdeen (1923)
- The theory of spherical and ellipsoidal harmonics (1931)

## Compléments

### Prix et distinctions
- Fellow de la Royal Society[9] (1893)
- Représentant de son université au centenaire d'Abel, à Oslo (1902)
- Médaille royale (1907)
- En 1911 il est membre de l'académie Leopoldina.
- En 1912 il est président de la Mathematical Association (en).
- Médaille De Morgan en (1920)